# 아마기정 (후쿠오카현)
아마기정(甘木町)은 후쿠오카현 아사쿠라군에 설치되었던 정이다. 현재의 아사쿠라시에 해당한다.